# Siqueira Gurgel S/A
A Siqueira Gurgel S/A Comércio e Indústria, foi uma empresa de capital nacional, localizada atualmente em Caucaia, Região Metropolitana de Fortaleza, estado do Ceará, especializada em produtos de limpeza, tendo como o mais famoso produto o sabão Pavão.

## História
A Siqueira Gurgel foi fundada em 1925. em Fortaleza no bairro Otávio Bonfim pelas famílias Gurgel do Amaral e Diogo Siqueira.
No fim dos anos 90, a Siqueira Gurgel foi vendida para a família Viana e as instalações da fabrica foi transferida para Caucaia. O terreno do Otávio Bonfim, onde funcionou a fabrica, foi vendida para os supermercados Bompreço e sedia uma filial da empresa.
Os produtos da Siqueira Gurgel foram e são populares entre os cearenses. Os nomes do produto fabricados, tais como:o sabonete Sigel, o óleo Pajeú, a gordura de coco Cariri e o famoso sabão Pavão, fazem parte do cultura da Ceará. Um dos textos de um dos famosos jingle do sabão Pavão, sobrevive na alma cearense: uma mão lava a outra com perfeição, e as duas lavam roupa com sabão Pavão. O nome da personagem estampada na embalagem do oleo Pajeú, a Neguinha do Pajeú, transformou-se em uma expressão bastante usada pelos cearenses para nomear uma pessoa sapeca e sem modos. A propaganda ficou famosa por trazer pessoas com fantasias vulgares de peixes e vegetais, dançando ao som do jingle da propaganda enquanto eram preparados em uma panela gigante..

## Prêmios
Em 2004 a Siqueira Gurgel foi premiada com o prêmio Delmiro Gouveia, um prêmio que elege as cem maiores empresas do Ceará, a Siqueira Gurgel ficou na colocação 94 entre os 100.